# Пођорагоне (Пескара)
Пођорагоне (итал. Poggioragone) је насеље у Италији у округу Пескара, региону Абруцо.
Према процени из 2011. у насељу је живело 50 становника. Насеље се налази на надморској висини од 231 м.